# Hickman megye (Kentucky)
Hickman megye az Amerikai Egyesült Államokban, azon belül Kentucky államban található. Megyeszékhelye és legnagyobb városa Clinton. Lakosainak száma 4521 fő (2020. április 1.). Hickman megye Carlisle, Mississippi, Fulton, Obion, Weakley és Graves megyékkel határos.

## Népesség
A megye népességének változása:
| Lakosok száma | 4883 | 4822 | 4777 | 4745 | 4612 | 4521 |
|               | 2010 | 2011 | 2012 | 2013 | 2015 | 2020 |